# Mosul
Mosul (en árabe: الْمَوْصِل‎, romanizado: al-Mawṣil) es una ciudad del norte de Irak, ubicada junto al río Tigris. Con unos 1,4 millones de habitantes, Mosul es la cuarta ciudad más poblada del país.

## Geografía

Vista cenital de Mosul

Ubicada junto al río Tigris, dista aproximadamente 396 km de Bagdad

## Etimología y origen
El historiador griego Jenofonte ―en sus registros expedicionarios (Anábasis)― menciona por primera vez a la pequeña población de Mepsila (Μέπσιλα), sobre el río Tigris, cerca de donde está hoy el Mosul moderno.
Puede ser más seguro identificar Mepsila con el sitio Iski Mosul (‘antigua Mosul’), unos 20 kilómetros al norte de la actual Mosul, donde seis siglos después del informe de Jenofonte, se construyó la ciudad persa sasánida de Budh-Ardhashīr. Sea como fuere, el nombre Mepsila es sin duda la raíz del nombre moderno de Mosul, aunque en su forma metatética.
En idioma árabe, Mawsil significa ‘punto de conexión’ o ‘lugar de enlace’.
Mosul también es llamada al-Faiha («el Paraíso»), al-Khaḍrah («el Verde») y al-Hadbah («la Joroba»). A veces se la describe como «La Perla del Norte».

## Historia
Mosul no se debe confundir con la antigua capital asiria de Nínive, que se encuentra en la parte oriental de la ciudad, en el famoso montículo arqueológico de Kuyunjik ("Cerro de oveja" en idioma turcomano).
El territorio en el que hoy día se encuentra situada Mosul fue cuna de Nínive, una de las ciudades más importantes de la historia del Antiguo Oriente Próximo.
En el año 612 a. C., los babilonios, los medos y los escitas tomaron Nínive y la destruyeron. Cerca del lugar, los pobladores formaron una aldea de nombre desconocido, a la que el historiador Jenofonte (en el 401 a. C.) menciona como Mepsila. En esa época la población formaba parte de la dinastía persa aqueménida.
Cuando los asirios se convirtieron al cristianismo durante los siglos I y II, la aldea se cristianizó.

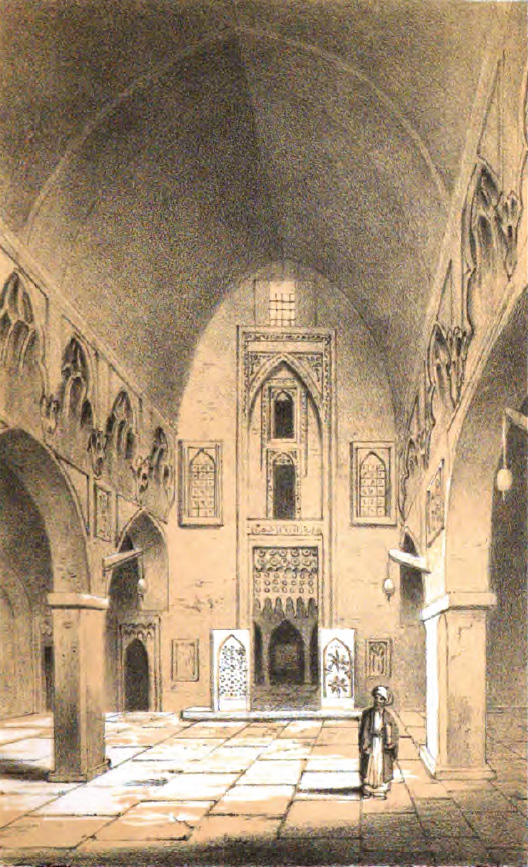
Iglesia de Mosul (c. 1850)

En el siglo VII, los musulmanes conquistaron Mepsila y los sobrevivientes se convirtieron al islam
A pocos kilómetros de Mosul se encuentra el yacimiento arqueológico de Tell Hassuna.

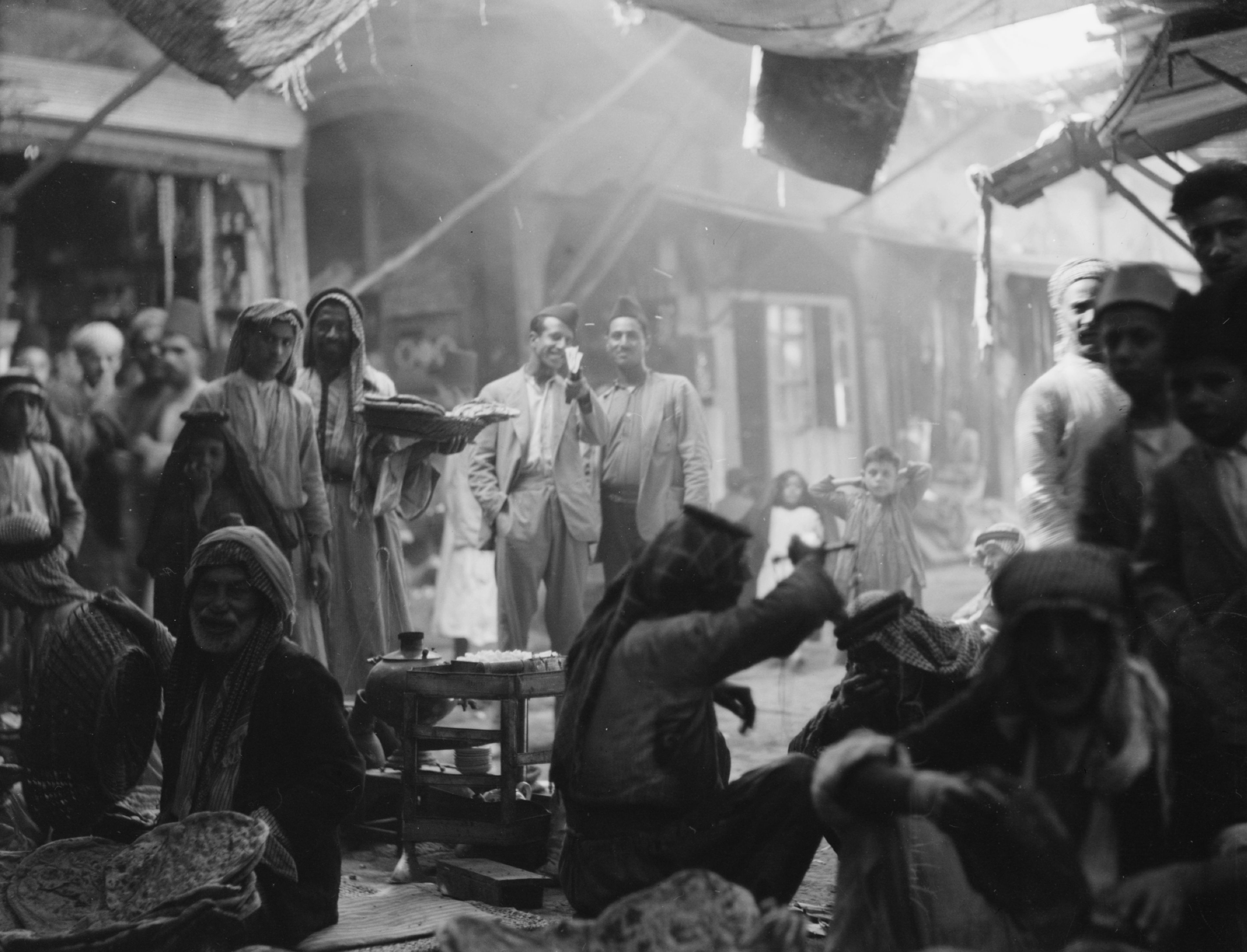
Mosul en 1932.

En 1987 tenía 664 221 habitantes, pasando a 1 739 800 en 2002. En 2019 se atribuía a la ciudad una población aproximada de 1,4 millones de habitantes.
La población de la provincia es fundamentalmente árabe pero la mayoría de los habitantes de la ciudad son asirios.[cita requerida] Hoy la mayoría de las personas en Mosul son musulmanes sunitas, aunque Mosul tiene una población de cristianos asirios, y la mayoría de ellos sigue la Iglesia católica caldea, la Iglesia católica siria y la Iglesia ortodoxa siria. También hay un número de cristianos árabes que pertenecen a la Iglesia ortodoxa griega, la Iglesia latina, la Iglesia católica caldea y la Iglesia ortodoxa siria.
Invasión del Estado Islámico de Irak y el Levante
En junio de 2014, el grupo yihadista conocido como Estado Islámico capturó la ciudad e inició una política de conversiones forzosas, persecuciones, expulsiones y ejecuciones contra la población cristiana, así como a miembros de otras confesiones.
El 27 de febrero de 2015, el Museo de Mosul fue atacado por el Estado Islámico, que destruyó obras de arte milenarias, muchas de ellas de procedencia asiria, y atacaron bibliotecas y colecciones de manuscritos.
El área de Nínive es conocida hoy como la ciudad de Nebi Yunus (el profeta Jonás). El sitio contiene la tumba de Jonás, mencionado en la Biblia y el Tanaj. En el Corán se describe que el profeta Jonás vivió y murió en Nínive, la capital de la antigua Asiria. En julio de 2014, integrantes de Estado Islámico destruyeron la tumba. En la actualidad toda esta área ha sido absorbida en el área metropolitana de Mosul.
Tras ocho meses de enfrentamientos con las fuerzas gubernamentales, en la llamada batalla de Mosul, el 9 de julio el primer ministro Haider al-Abadi declaró la victoria total sobre la ciudad y su liberación.
A pesar de la liberación de Mosul, la mayor parte de la ciudad sigue en ruinas.

## Cultura
- Ruinas de la antigua ciudad de Nínive.
- Gran mezquita de al Nuri, construida alrededor del siglo XII y famosa por su minarete inclinado, destruido en junio de 2017 durante la batalla de Mosul.
- Museo de Mosul, el segundo más grande de Irak y que fue dañado por el Estado Islámico de Irak y el Levante en 2015.
- Iglesia de Nuestra Señora de la Hora, iglesia católica deteriorada pero no destruida por el Estado Islámico de Irak y el Levante.